# مارينا كانيتي
مارينا كانيتي (بالبرتغالية: Marina Canetti‏) هي لاعبة كرة الماء برازيلية، ولدت في 24 يناير 1983 في ريو دي جانيرو في البرازيل.

## وصلات خارجية
- مارينا كانيتي على موقع الاتحاد الدولي للسباحة (الإنجليزية)
- مارينا كانيتي على موقع أوليمبيديا (الإنجليزية)
- مارينا كانيتي على موقع اللجنة الأولمبية البرازيلية (البرتغالية)